# 雷恩·威爾森
雷恩·迪特里希·威爾森（Rainn Dietrich Wilson，/reɪn ˈdiːtrɪk ˈwɪlsən/，1966年1月20日—）是一名美國男演員。他憑藉《我們的辦公室》中的杜懷特·舒魯特（Dwight Schrute）一角獲得過艾美獎提名。

## 外部連結
- 雷恩·威爾森在互联网电影资料库（IMDb）上的資料（英文）
- 雷恩·威爾森的X（前Twitter）
- 在AllMovie上雷恩·威爾森的頁面（英文）
- 雷恩·威爾森在互联网电影资料库（IMDb）上的資料（英文）
- 互聯網百老匯資料庫（IBDB）上雷恩·威爾森的資料（英文）
- 互联网外百老汇数据库（IOBDB）上雷恩·威爾森的資料（英文）